# Пустинка (Ковельський район)
Пу́стинка — село в Україні, у Вишнівській сільській громаді Ковельського району Волинської області. Населення становить 63 осіб.

## Історія
У 1906 році село Олеської волості Володимир-Волинського повіту Волинської губернії. Відстань від повітового міста 42  версти, від волості 7. Дворів 19, мешканців 121.

## Населення
Згідно з переписом УРСР 1989 року чисельність наявного населення села становила 75 осіб, з яких 38 чоловіків та 37 жінок.
За переписом населення України 2001 року в селі мешкало 65 осіб. 100 % населення вказало своєю рідною мовою українську мову.